# ブル・ドッグ 人質救出作戦
『ブル・ドッグ 人質救出作戦』（ぶる・どっぐ ひとじちきゅうしゅつさくせん、Gunblast Vodka）は、2000年のアメリカ／フランス合作サスペンス映画。

## キャスト
マレック・ジェンシティキエヴィッチ：マリウズ・ブジゾ
ポーランドの刑事。不誠実な人物。
アベル・ロスティン：ゲッツ・オットー
モサッド出身の捜査官。正義漢。
サーシャ・ロウブリー：ユルゲン・プロホノフ
ロシア人。誘拐組織のボス。
ジェーン・ウッズ：アンジー・エヴァーハート
誘拐されたアメリカ人女性。在ポーランド・アメリカ領事の元妻。
パコーツァ警部：アーニャ・クラウゼ
マレックのボス
イゴール：アラン・フィグラルツ
サーシャの部下。

### 日本語吹き替え
- マリック：長島雄一
- アベル：山野井仁
- ジェーン：葛城七穂
- サーシャ：斎藤志郎
- ビアータ:木村美佐

その他吹き替え：小形満／高瀬右光／林佳代子／北川勝博／長嶝高士／山門久美／室園丈裕／小池亜希子／前田ゆきえ／谷口里佳／永野善一